# بادکندس
بادکندس (به اسپانیایی: Vadocondes) یک شهرستان در اسپانیا است که در استان بورگس واقع شده‌است.

## خصوصیات
بادکندس ۲۵ کیلومترمربع مساحت و ۴۱۹ نفر جمعیت دارد.